# زمین‌لرزه ۱۹۶۱ اتیوپی
زمین‌لرزه اتیوپی در تاریخ ۱ ژوئن ۱۹۶۱ میلادی، برابر با ‎۱۱ خرداد ۱۳۴۰، ساعت ۲۳:۲۹:۲۲ به زمان یوتی‌سی در اتیوپی رخ داد. ژرفای این زلزله ۲۴ کیلومتر بود. بزرگی آن ۶٫۶ در مقیاس ریشتر اعلام شده‌است. زمین‌لرزه به وقت محلی در روز جمعه، ساعت ۲ روی داده و منطقه زمانی آن یوتی‌سی +۳ بوده‌است.
سازمان زمین‌شناسی آمریکا نیز جای این زمین‌لرزه را در مختصات ۱۰°۲۴′شمالی ۳۹°۵۴′شرقی / ۱۰٫۴°شمالی ۳۹٫۹°شرقی و بزرگی آن را برابر با ۶٫۵ در مقیاس ریشتر اعلام کرده‌است. ژرفای گزارش شده از سوی این سازمان ۳۳ کیلومتر می‌باشد.
شمار کشتگان زلزله حدود ۳۰ نفر بوده‌است.